# Женская сборная ветеранов Гонконга по кёрлингу
Женская сборная ветеранов Гонконга по кёрлингу — национальная женская сборная команда, составленная из игроков возраста 50 лет и старше. Представляет Гонконг на международных соревнованиях по кёрлингу. Управляющей организацией выступает Ассоциация кёрлинга Гонконга (англ. Hong Kong Curling Association).

## Результаты выступлений

### Чемпионаты мира
| Год       | Место                                           | И                                               | В                                               | П                                               | Состав (скипы выделены шрифтом)                 | Состав (скипы выделены шрифтом)                 | Состав (скипы выделены шрифтом)                 | Состав (скипы выделены шрифтом)                 | Состав (скипы выделены шрифтом)                 | Состав (скипы выделены шрифтом)                 |
| Год       | Место                                           | И                                               | В                                               | П                                               | четвёртый                                       | третий                                          | второй                                          | первый                                          | запасной                                        | тренер                                          |
| --------- | ----------------------------------------------- | ----------------------------------------------- | ----------------------------------------------- | ----------------------------------------------- | ----------------------------------------------- | ----------------------------------------------- | ----------------------------------------------- | ----------------------------------------------- | ----------------------------------------------- | ----------------------------------------------- |
| 2002—2018 | не участвовали                                  | не участвовали                                  | не участвовали                                  | не участвовали                                  | не участвовали                                  | не участвовали                                  | не участвовали                                  | не участвовали                                  | не участвовали                                  | не участвовали                                  |
| 2019      | 10                                              | 7                                               | 3                                               | 4                                               | Grace Bugg                                      | Siu Ling Kwan                                   | Jennie Norman                                   | Arena McCullough                                |                                                 | Gary McCullough                                 |
| 2020—21   | чемпионат не проводился из-за пандемии COVID-19 | чемпионат не проводился из-за пандемии COVID-19 | чемпионат не проводился из-за пандемии COVID-19 | чемпионат не проводился из-за пандемии COVID-19 | чемпионат не проводился из-за пандемии COVID-19 | чемпионат не проводился из-за пандемии COVID-19 | чемпионат не проводился из-за пандемии COVID-19 | чемпионат не проводился из-за пандемии COVID-19 | чемпионат не проводился из-за пандемии COVID-19 | чемпионат не проводился из-за пандемии COVID-19 |
| 2022      | не участвовали                                  | не участвовали                                  | не участвовали                                  | не участвовали                                  | не участвовали                                  | не участвовали                                  | не участвовали                                  | не участвовали                                  | не участвовали                                  | не участвовали                                  |
| 2023      | 11                                              | 7                                               | 2                                               | 5                                               | Линъюэ Хун                                      | Grace Bugg                                      | Siu Ling Kwan                                   | Arena McCullough                                | To Shu Anna Cheng                               | Rick Collins                                    |
| 2024      | 10                                              | 5                                               | 2                                               | 3                                               | Линъюэ Хун                                      | Grace Bugg                                      | May Yam                                         | Arena McCullough                                |                                                 | Rick Collins                                    |
| 2025      | 14                                              | 5                                               | 0                                               | 5                                               | Линъюэ Хун                                      | Grace Bugg                                      | May Yam                                         | Arena McCullough                                |                                                 | Ken Bugg                                        |

(данные с сайта результатов и статистики ВФК: )